# Gymnospermium vitellinum
Gymnospermium vitellinum là một loài thực vật có hoa trong họ Hoàng mộc. Loài này được M.Král mô tả khoa học đầu tiên năm 1981.